# Pijnstillers

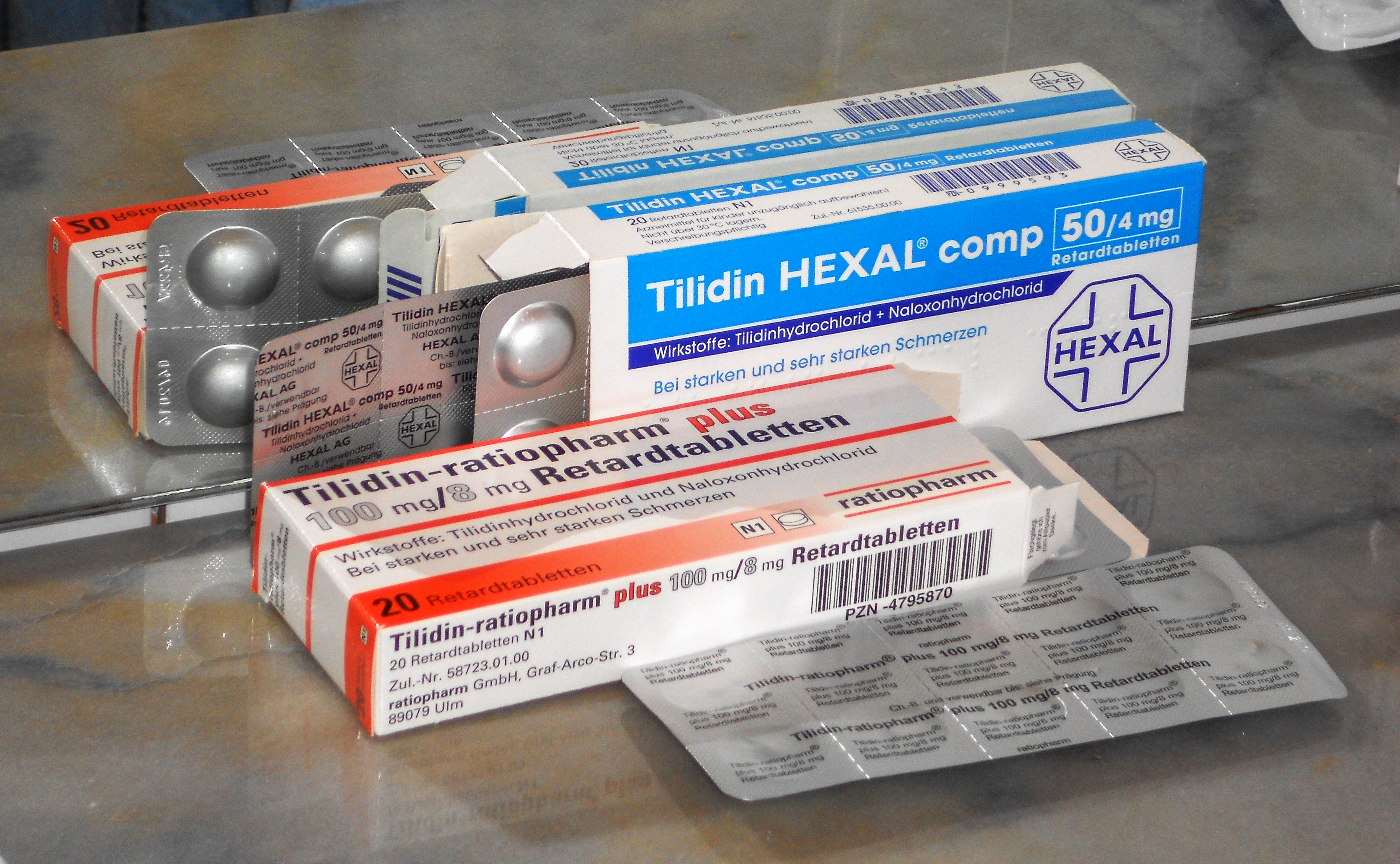
Pijnstillers

Pijnstillers of analgetica zijn medicijnen die gebruikt wordt om pijn te verzachten of weg te nemen. Analgetica werken op verschillende manieren in op het perifere of centrale zenuwstelsel. Afhankelijk van het soort pijnstiller en de werking, worden verschillende vormen van (orale) inname voorgeschreven, bijvoorbeeld in tablet-vorm, of door het oplossen van de pijnstiller in water.
De eerste pijnstillers zijn uitgevonden door de Fransman Pierre Robiquet in 1832. Hij ontdekte codeïne in wit alkaloïde, een derivaat van morfine, bruikbaar als kalmeringsmiddel en in hoestsiroop. Cannabis was eveneens een veelgebruikte pijnstiller, maar dit gebruik verdween met de introductie van aspirine.

## Soorten
ParacetamolParacetamol is het meestgebruikte pijnstillende en koortsverlagende middel ter wereld. Paracetamol verzacht de pijn, omdat het een remmer, een inhibitor is, van bepaalde vormen van het cyclo-oxygenase (COX), een enzym dat arachidonzuur omzet in prostaglandinen, die een functie hebben bij het pijngevoel. Het exacte werkingsmechanisme is echter nog niet opgehelderd. Paracetamol is een relatief veilig geneesmiddel en ook goed bruikbaar bij zwangerschap.
NSAID'sNSAID's (Non-steroidal anti-inflammatory drugs) zijn ontstekingsremmende geneesmiddelen die niet behoren tot de groep van de corticosteroïden. Het pijnstillend effect berust op het remmen van de prostaglandinesynthese in het lichaam. De prostaglandinen hebben een functie bij het voelen van pijn, zij stimuleren het pijngevoel. Daarnaast hebben zij echter ook effect op de beschermende werking van het maagslijmvlies. Hierdoor kunnen bij gebruik van NSAID's maagirritatie of maagbloedingen ontstaan. Aspirine was het eerste medicijn uit deze groep dat ooit ontdekt werd. Veelgebruikte NSAID's zijn onder meer ibuprofen, diclofenac en naproxen.
COX-2-remmersEen COX-2-remmer is ook een NSAID-pijnstiller, maar deze remt selectief het COX-2-enzym, dat verantwoordelijk is voor ontstekingsreacties en pijn, in tegenstelling tot de traditionele NSAID's, die aspecifiek zowel COX-1- als COX-2-enzymen remmen. Door enkel de COX-2-enzymen te remmen is de kans op een maagzweer aanzienlijk kleiner dan bij deze traditionele NSAID's. Middelen die op deze wijze werken zijn onder meer celecoxib, rofecoxib (Vioxx®) (dat inmiddels wegens cardiovasculaire bijwerkingen uit de handel is genomen) en etoricoxib (Arcoxia®).
OpioïdenOpioïden zijn pijnstillers die lijken op stoffen die afkomstig zijn uit opium. Deze oefenen hun werking uit naar opioïdenreceptoren, die voorkomen in de hersenen, ruggenmerg en het perifere zenuwstelsel. Morfine is de meest bekende uit deze groep. Andere veelgebruikte morfinomimetica zijn o.a. codeïne, fentanyl, pethidine en tramadol.
SuzetrigineDe in 2025 door de Amerikaanse FDA goedgekeurde pijnstiller verkocht onder de merknaam Journavx zou op de natriumkanalen die pijnsignalen doorzenden inwerken in plaats van op de hersenen zoals opioïden en minder verslavend zijn.
CannabinoïdenDe cannabinoïden zijn een groep van stoffen die de cannabinoïdereceptoren in hersenen en zenuwen activeren. Dit veroorzaakt onder andere indirect een lichtelijk pijnstillend effect bij sommigen. MRI van de hersenen laat zien dat het geen pijnstillende werking heeft zoals wel bij paracetamol of morfine zichtbaar is. Een mogelijke verklaring voor de pijnstilling is dat cannabis bij sommigen de verdraagzaamheid van pijn verhoogd, waardoor het minder prominent aanwezig en hinderend is. Cannabinoïden kunnen onder meer verkregen worden uit de cannabis. Deze bevat vele, veelal nog onbekende, bestanddelen, sommige daarvan hebben mogelijk een plek in de pijnbestrijding.
GABA-agonistenGABA-agonisten in ruimere zin zijn een groep stoffen die de GABA-erge neurotransmissie direct en indirect stimuleren.

## Pijnbestrijdingsschema
In 1990 keurde de Wereldgezondheidsorganisatie een pijnbestrijdingsschema goed - de zogeheten pijnladder - waarin de stapsgewijze introductie van steeds sterkere pijnbestrijdingsmiddelen wordt beschreven. Het schema werd aanvankelijk opgesteld voor pijnmanagement bij kanker, maar vindt inmiddels toepassing in alle medische disciplines, waaronder heelkunde en anesthesie.
1. start met paracetamol (500 mg tot 1000-mg iedere 4–6 uur);
2. toevoeging van een NSAID (bijvoorbeeld ibuprofen, diclofenac of naproxen) of een zwakke opioïde (zoals codeïne);
3. toevoeging van sterke opioïden zoals morfine, oxycodon, fentanyl of tramadol. Als codeïne werd gebruikt in de voorgaande stap, dan vervangt het sterke opiaat de gebruikte codeïne.